# ショーン・ジョンソン
ショーン・ジョンソン（Shawn Johnson, 1992年1月19日 - ）は、アメリカ合衆国のアイオワ州デモイン出身の女子体操選手。

## 略歴

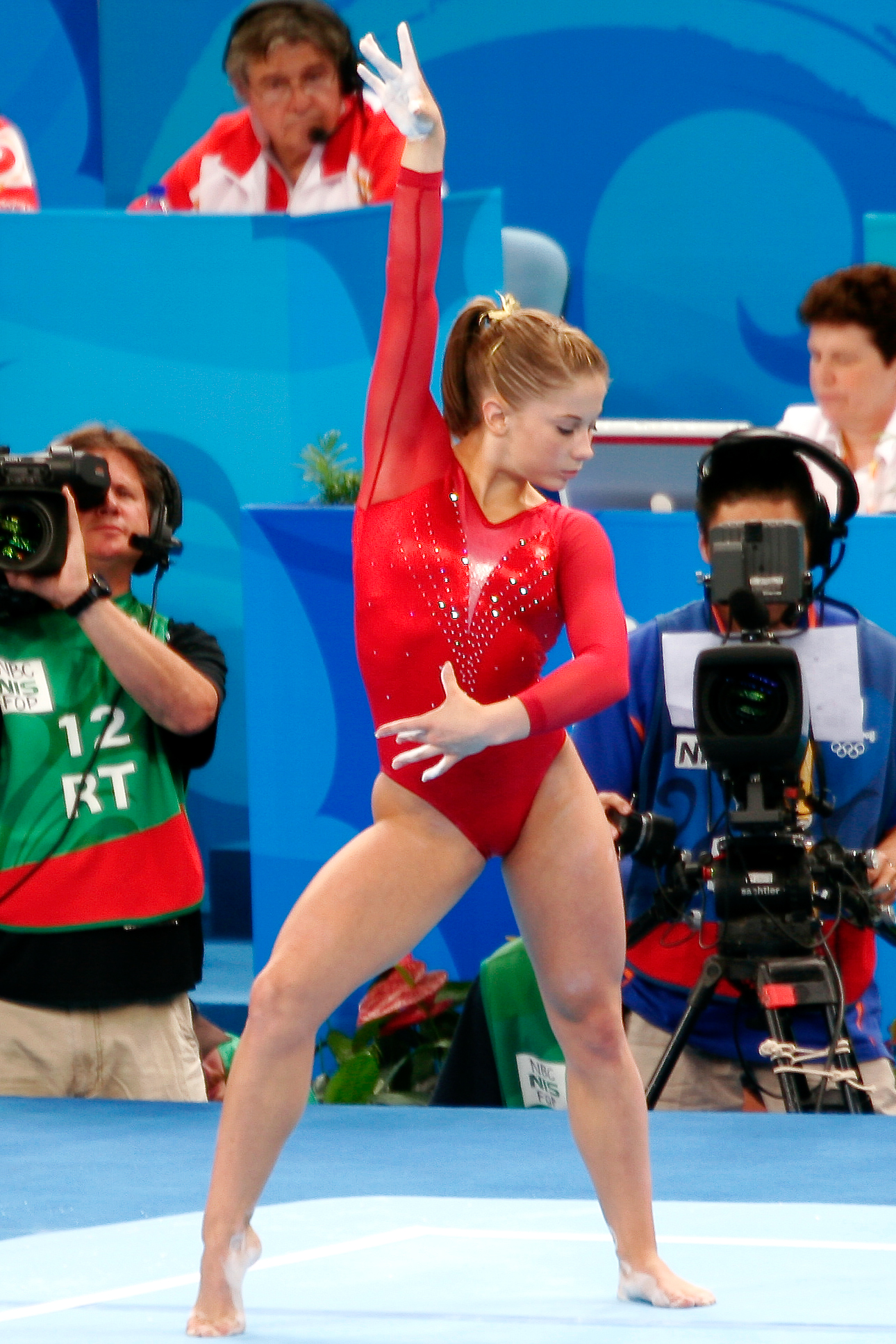
体操競技の選手
（ショーン・ジョンソン）

2007年の全米選手権では、個人総合・種目別床運動・平均台とも1位を獲得。同じ年の世界体操競技選手権、翌年の、同大会では個人総合・種目別床運動それぞれ1位を、獲得。2008年の北京オリンピック団体・個人総合・種目別床運動では、銀メダル。平均台では、金メダルを獲得。
競技以外では、2007年頃より多数の広告、メディア出演を行うなどアイドル的人気を誇る。2008年度ジェームスサリバン賞受賞。2009年にアメリカABC放送の人気競技ダンス番組『ダンシング・ウィズ・ザ・スターズ (Dancing with the Stars)』に出演し、優勝している。
2009年、フォーブス誌の「最も好まれているスポーツ選手」に選ばれる。2010年にはハリスインタラクティブ社調査の『アメリカの人気アスリート』アンケートにおいて「好きな女性アスリート」の7位となる。
北京オリンピック後は体操、及び『ダンシング・ウィズ・ザ・スターズ』のエキシビション・ツアーへの参加やイベント、テレビ出演に費やし、競技からは離れていたが、2010年、ロンドンオリンピックを目指し復帰。2011年パンアメリカン競技大会のチームメンバーに選ばれ、団体優勝、個人でも段違い平行棒で2位、と順調な復活をアピールした。しかし、2012年6月、以前より痛めていた膝の具合が思わしくないことから、引退を発表した。